# Ritorno a Brideshead (serie televisiva)
Ritorno a Brideshead (Brideshead Revisited) è una serie televisiva britannica. Nel Regno Unito, la serie è andata in onda sul canale ITV dal 12 ottobre al 22 dicembre 1981, mentre in Italia è stata trasmessa da Raidue dal 17 gennaio al 28 marzo 1983.

## Descrizione
Composta da 11 episodi, la serie è tratta dal romanzo di Evelyn Waugh (Londra, 28 ottobre 1903 – Taunton, 10 aprile 1966), scrittore britannico noto per la critica spesso in forma di satira dell'aristocrazia e dell'alta società inglese. Viene narrata con dovizia di particolari la storia del capitano Charles Rider e della sua relazione omosessuale con il compagno di Università Sebastian Flyte. La vicenda, che tocca molti temi cari a Waugh come la differenza di classe, i contrasti religiosi tra cattolici e anglicani, l'omosessualità e l'ipocrisia della società inglese tra le due guerre, è magistralmente rappresentata attraverso l'uso di flashback, utilizzando i castelli dello Yorkshire e Venezia come fastosi sfondi della tematica, intrisa di nostalgia e ben calibrata nel tono della rappresentazione, molto misurata e nello stesso tempo incisiva.
Protagonisti assoluti sono i premi Oscar Jeremy Irons e Laurence Olivier, che contribuirono in gran parte al successo della serie: candidata a ben 11 Emmy Award e a 3 Golden Globe, si è aggiudicata numerosi riconoscimenti tra i quali 2 Golden Globe come miglior miniserie per la TV e miglior attore ad Anthony Andrews (Sebastian Flyte) e 1 Emmy Award a Laurence Olivier come miglior attore non protagonista (Lord Marchmain). Definita «la musica più bella mai scritta per la televisione», la colonna sonora di Brideshead Revisited ha fatto vincere al compositore Geoffrey Burgon il prestigioso Ivor Novello Award.

## Episodi
| Stagione       | Episodi | Prima TV USA | Prima TV Italia |
| -------------- | ------- | ------------ | --------------- |
| Prima stagione | 11      | 1981         | 1983            |